# Gauliga Niedersachsen 1940/41
De Gauliga Niedersachsen 1940/41 was het achtste voetbalkampioenschap van de Gauliga Niedersachsen. Hannover 96 werd kampioen en plaatste zich voor de eindronde om de Duitse landstitel, waar de club in de groepsfase uitgeschakeld werd.

## Eindstand

### Groep Noord
| Plaats | Club                | Wed. | W | G | V | Saldo | Ptn.  |
| ------ | ------------------- | ---- | - | - | - | ----- | ----- |
| 1.     | VfL Osnabrück       | 10   | 8 | 1 | 1 | 25:12 | 17:3  |
| 2.     | SV Werder Bremen    | 10   | 5 | 2 | 3 | 31:15 | 12:8  |
| 3.     | SpVgg Wilhelmshaven | 10   | 5 | 1 | 4 | 34:23 | 11:9  |
| 4.     | TuSG Schinkel 04    | 10   | 4 | 2 | 4 | 24:25 | 10:10 |
| 5.     | ASV Blumenthal      | 10   | 2 | 2 | 6 | 18:31 | 6:14  |
| 6.     | TuRa Gröpelingen    | 10   | 2 | 0 | 8 | 20:46 | 4:16  |

|  | Finale om de titel |
|  | Degradatie         |

### Groep Zuid
| Plaats | Club                      | Wed. | W | G | V | Saldo | Ptn.  |
| ------ | ------------------------- | ---- | - | - | - | ----- | ----- |
| 1.     | Hannoverscher SV 96       | 10   | 9 | 0 | 1 | 48:13 | 18:2  |
| 2.     | SV Eintracht Braunschweig | 10   | 8 | 1 | 1 | 48:12 | 17:3  |
| 3.     | SV Arminia Hannover       | 10   | 5 | 0 | 5 | 21:31 | 10:10 |
| 4.     | SV Linden 07              | 10   | 4 | 1 | 5 | 34:32 | 9:11  |
| 5.     | 1. SC Göttingen 05        | 10   | 2 | 0 | 8 | 14:42 | 4:16  |
| 6.     | SpVgg 07 Hildesheim       | 10   | 1 | 0 | 9 | 23:58 | 2:18  |

### Finale
| Team 1        | Uitslag  | Team 2      |
| ------------- | -------- | ----------- |
| VfL Osnabrück | 1:1, 1:3 | Hannover 96 |

## Promotie-eindronde

### Groep Noord
| Plaats | Club              | Wed. | Saldo | Ptn. |
| ------ | ----------------- | ---- | ----- | ---- |
| 1.     | TSV 97 Osnabrück  | 4    | 21:4  | 7:1  |
| 2.     | Bremer SV         | 4    | 13:8  | 5:3  |
| 3.     | Germania Walsrode | 4    | 4:26  | 0:8  |

|  | Promotie |

### Groep Zuid
| Plaats | Club                   | Wed. | Saldo | Ptn. |
| ------ | ---------------------- | ---- | ----- | ---- |
| 1.     | LSV Wolfenbüttel       | 4    | 11:3  | 8:0  |
| 2.     | RSG Eintracht Hannover | 4    | 10:14 | 4:4  |
| 3.     | LSV Göttingen          | 4    | 3:7   | 0:8  |